# 库尔特·费恩利
库尔特·费恩利（英語：Kurt Fearnley，1981年3月23日—），澳大利亚男子田径运动员。他曾代表澳大利亚参加2000年、2004年、2008年、2012年和2016年夏季残疾人奥林匹克运动会田径比赛，获得三枚金牌、七枚银牌和三枚铜牌。